# Zygmunt Słomkowski

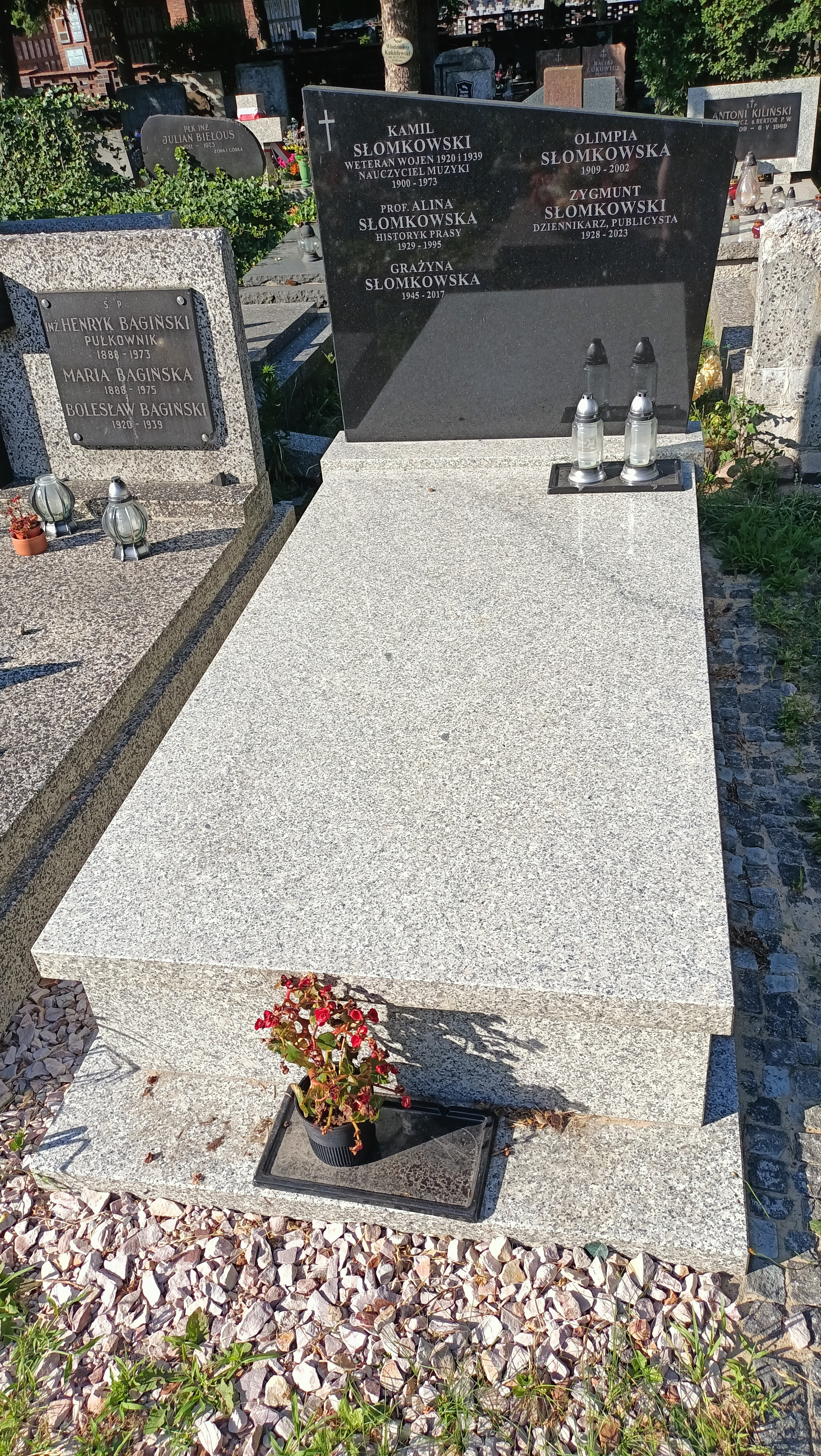
Grób Aliny Słomkowskiej i Zygmunta Słomkowskiego na Cmentarzu Wojskowym na Powązkach

Zygmunt Słomkowski (ur. 10 października 1928 w Kielcach, zm. 20 maja 2023 w Warszawie) – polski dziennikarz i publicysta, znawca spraw międzynarodowych.

## Życiorys
Absolwent Wydziału Dziennikarstwa (1954) Uniwersytetu Warszawskiego. Dziennikarz „Trybuny Ludu” (1950–1990), korespondent w Chinach (1960–1963, 1967-1972) i na Bliskim Wschodzie (1978–1983), potem zastępca kierownika działu zagranicznego. W latach 1990–1992 zastępca kierownika działu zagranicznego „Trybuny”. Współpracownik Polskiego Radia (1960-1989), publicysta „Przekroju”, „Nowej Kultury”, „Życia Literackiego”.
Sprawozdawca wojenny w Laosie (1961) i Libanie (1982).
Od 1948 członek PZPR. Członek Stowarzyszenia Dziennikarzy Polskich (1953-1982) i Stowarzyszenia Dziennikarzy PRL (od 1982).
Odznaczony Złotym Krzyżem Zasługi (1958), Krzyżem Kawalerskim (1973) i Krzyżem Oficerskim (1985) Orderu Odrodzenia Polski oraz Złotą Odznaką SD PRL (1986).
Jego nazwisko znalazło się na tzw. Liście Kisiela. 
Wdowiec po profesor UW Alinie Słomkowskiej, ojciec dziennikarki radiowej Małgorzaty Słomkowskiej-Liberskiej.

## Twórczość

### Książki
- Prasa, radio, telewizja na świecie Warszawa : 1963
- Krótki zarys historii brytyjskiej Warszawa: 1967 (współaut. Alina Słomkowska)
- Laotańska opowieść Warszawa : 1966
- Chińska Republika Ludowa 1965-1970 Warszawa: 1971
- Libański węzeł Warszawa : 1983
- Bejruckie spotkania Warszawa : 1988
- Pekin Warszawa: 1992

### Filmy dokumentalne
- Nepal, Indie w pracy 1966
- Zwróćcie mi moje dzieciństwo 1984
- Księżniczka stolic arabskich 1984